# Ole Torvalds
Ole Torvalds (Ole Torvald Elis Saxberg, 4 de agosto de 1916 — 8 de fevereiro de 1995) foi um jornalista e poeta sueco-finlandês. Ele é pai de Nils Torvalds e avô de Linus Torvalds.
Nascido em Ekenäs, Ole mudou-se para Helsinki em 1935 para estudar, onde ele mudou seu nome para Torvalds. Em 1944 ele ganhou o prêmio de literatura Svenska Dagbladet junto com Harry Martinson, Lars Ahlin e Elly Jannes. Em 1978, Ole foi agraciado com o título de doutor honoris causa pela Universidade Åbo Akademi.